# Gwened
Gwened (francès Vannes, gal·ló Vann) és una ciutat de Bretanya, capital del departament d'Ar Mor-Bihan i del broiù de Bro Gwened. L'any 2006 tenia 53.079 habitants. Limita amb els municipis de Plescop al nord-oest, amb Saint-Avé al nord, Saint-Nolff al nord-est, Ploeren a l'oest, Theix a l'est, Arradon al sud-oest i Séné al sud-est.

## Llengua bretona
El 8 de desembre de 2007 el consell municipal va aprovar la carta Ya d'ar brezhoneg. A l'inici del curs 2007 el 7,5% dels alumnes del municipi eren matriculats a la primària bilingüe.

## Demografia
| Evolució de la població De les viles de Cassini a les comunes d'avui i INSEE |      |        |        |        |        |        |        |        |
| 1793                                                                         | 1800 | 1806   | 1821   | 1831   | 1836   | 1841   | 1846   | 1851   |
| 9131                                                                         | 9131 | 10 902 | 11 289 | 10 395 | 11 623 | 11 737 | 12 974 | 12 356 |

| 1856   | 1861   | 1866   | 1872   | 1876   | 1881   | 1886   | 1891   | 1896   |
| ------ | ------ | ------ | ------ | ------ | ------ | ------ | ------ | ------ |
| 14 329 | 14 564 | 14 560 | 14 690 | 17 946 | 19 284 | 20 036 | 21 504 | 22 189 |

| 1901   | 1906   | 1911   | 1921   | 1926   | 1931   | 1936   | 1946   | 1954   |
| ------ | ------ | ------ | ------ | ------ | ------ | ------ | ------ | ------ |
| 23 375 | 23 561 | 23 748 | 21 402 | 22 089 | 22 413 | 24 068 | 28 189 | 28 403 |

| 1962   | 1968   | 1975   | 1982   | 1990   | 1999   | 2006 | 2011 | 2016 |
| ------ | ------ | ------ | ------ | ------ | ------ | ---- | ---- | ---- |
| 30 411 | 36 576 | 40 359 | 42 178 | 45 644 | 51 759 | -    | -    | -    |

| 2019 | - | - | - | - | - | - | - | - |
| ---- | - | - | - | - | - | - | - | - |
| -    | - | - | - | - | - | - | - | - |

## Alcaldes de Gwened
- 1693-1694: Mathieu Le Clerc
- 1694-1694: Guimard d'Auzon
- 1694-1708: Le Bartz de Portblanc
- 1708-1709: François Mahé
- 1709-1717: Nouvel de Glavignac (tinent d'alcalde)

- 1888-1908: Charles Riou
- 1908-1912: Eugène Le Pontois
- 1912-1918: Lucien Priou (Charles Hognon fou alcalde en funcions quan fou mobilitzat al front 1914-1918)
- 1919-1924: Charles Marin
- 1924-1925: Maxime Le Toux
- 1925-1933: Auguste Jégourel
- 1933-1941: Maurice Marchais (suspès per Vichy el 1940)
- 1941-1944: Edmond Germain (nomenat per l'almirall Darlan)
- 1944-1944: Maurice Marchais (nomenat pel prefecte)
- 1945-1945: Gustave Thébaud
- 1945-1965: Francis Decker
- 1965-1977: Raymond Marcellin
- 1977-1983: Paul Chapel
- 1983-2001: Pierre Pavec
- 2001-2004: François Goulard
- 2004- : Norbert Trochet

## Personatges il·lustres
- Yves Coppens, paleontòleg
- Serge Latouche, economista
- Bernard Poignant, polític
- Alain Resnais, director de cinema
- Sant Vicent Ferrer, frare predicador de l'Orde dels Predicadors i polític valencià, on morí i és sebollit.

## Galeria d'imatges

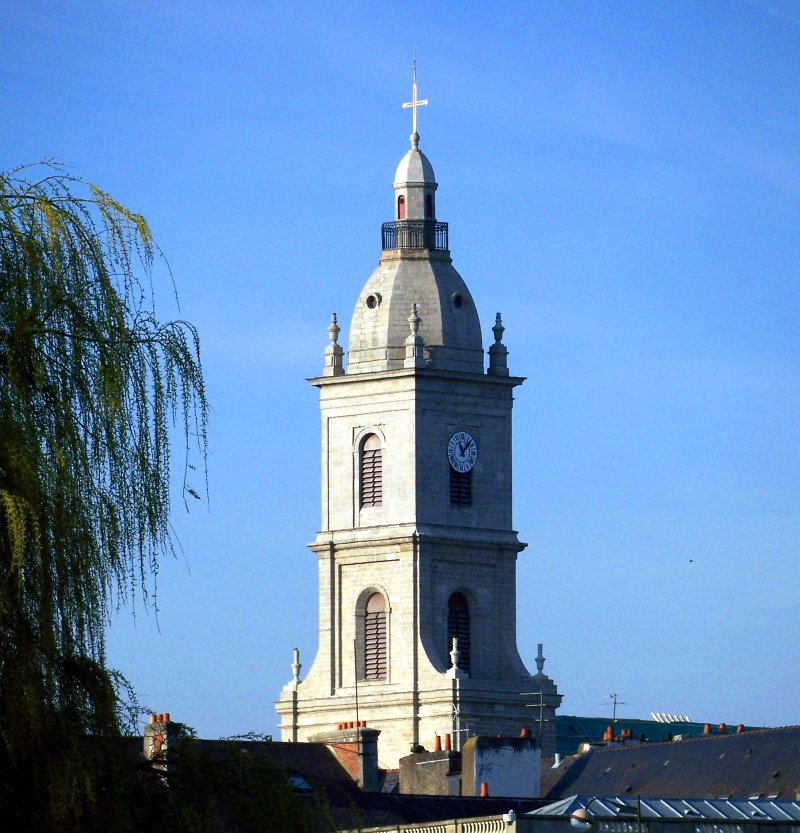
Església de Sant Padern
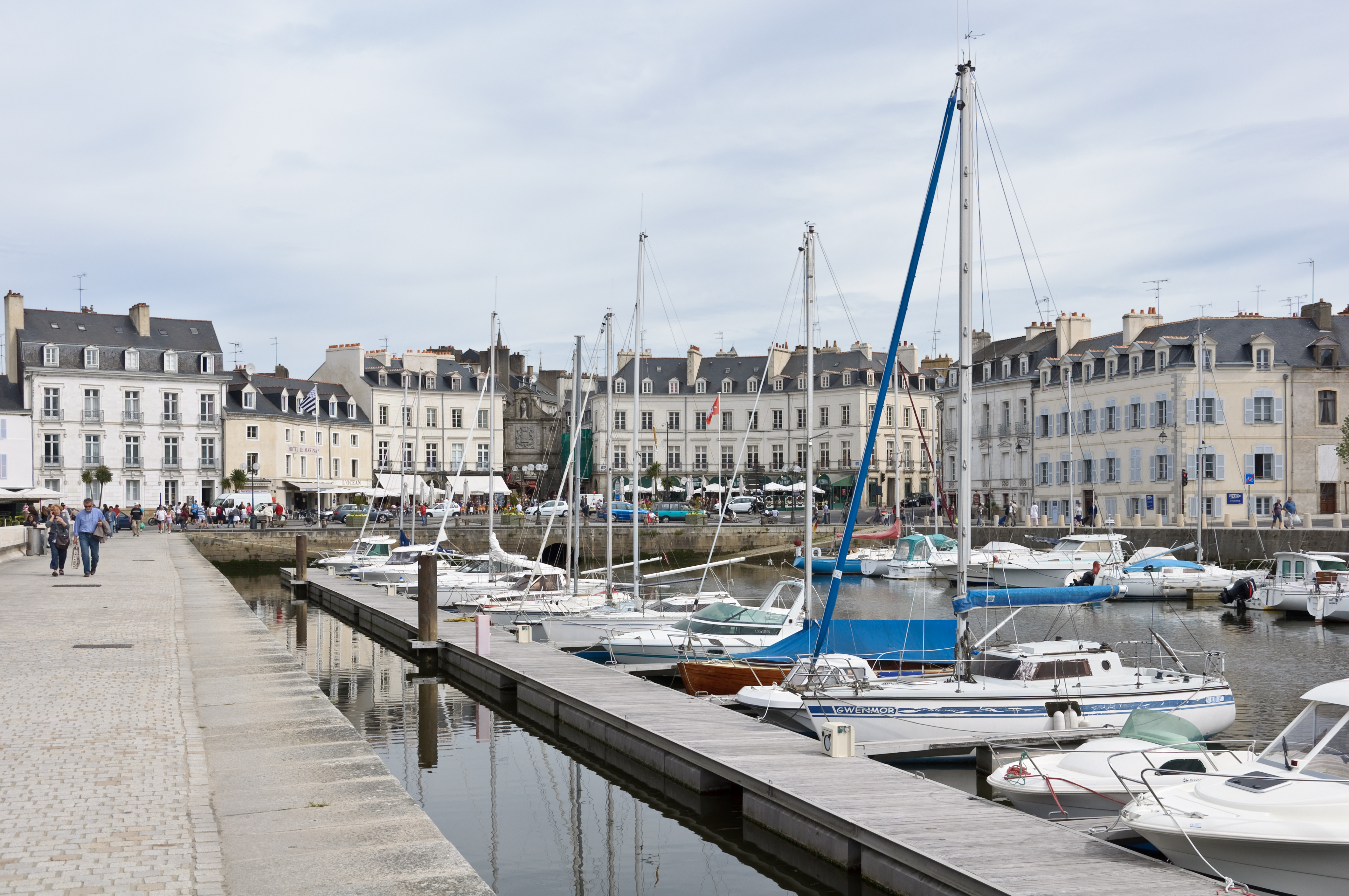
El port
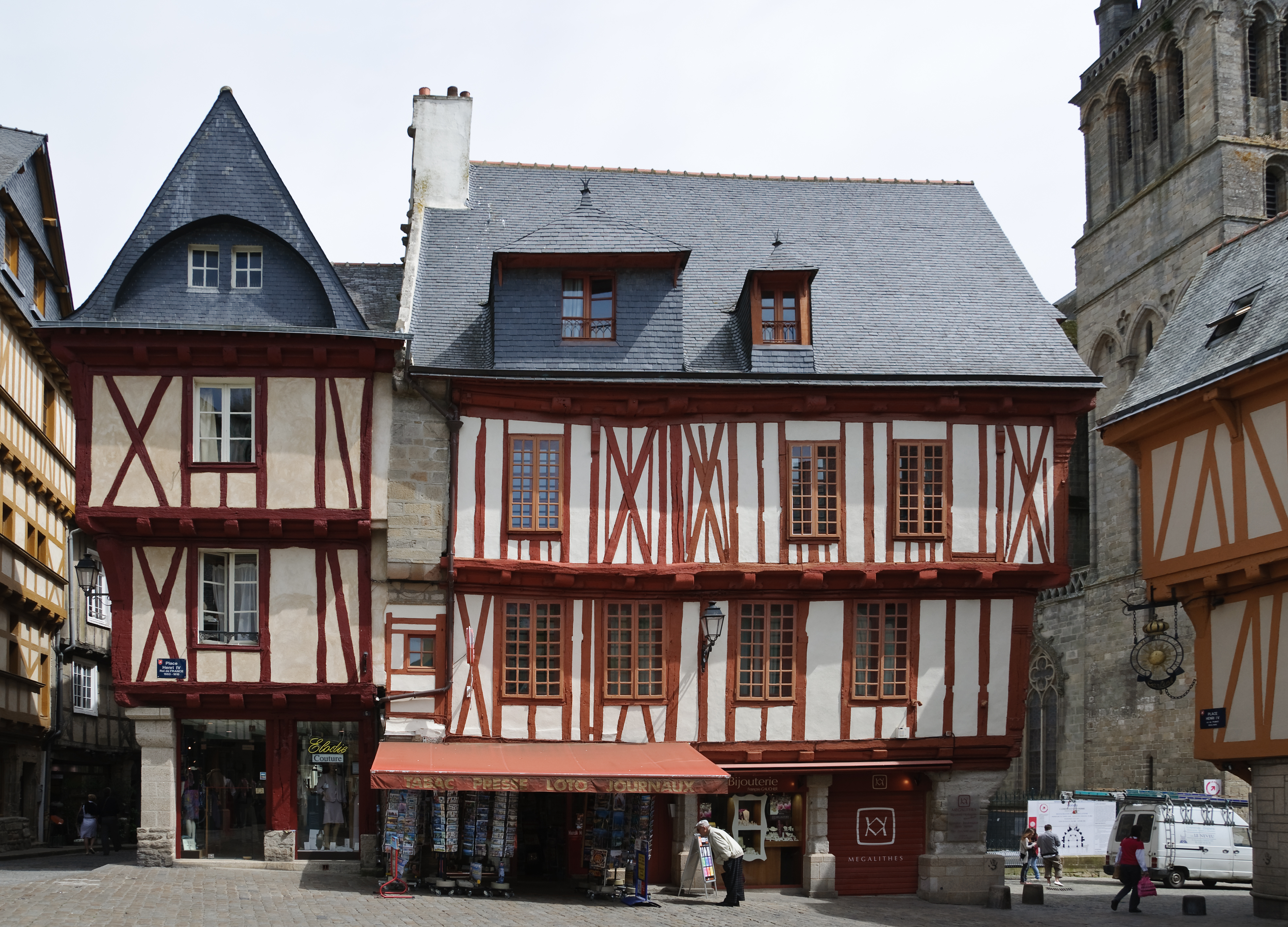
Casa amb entramat de fusta tradicional bretona
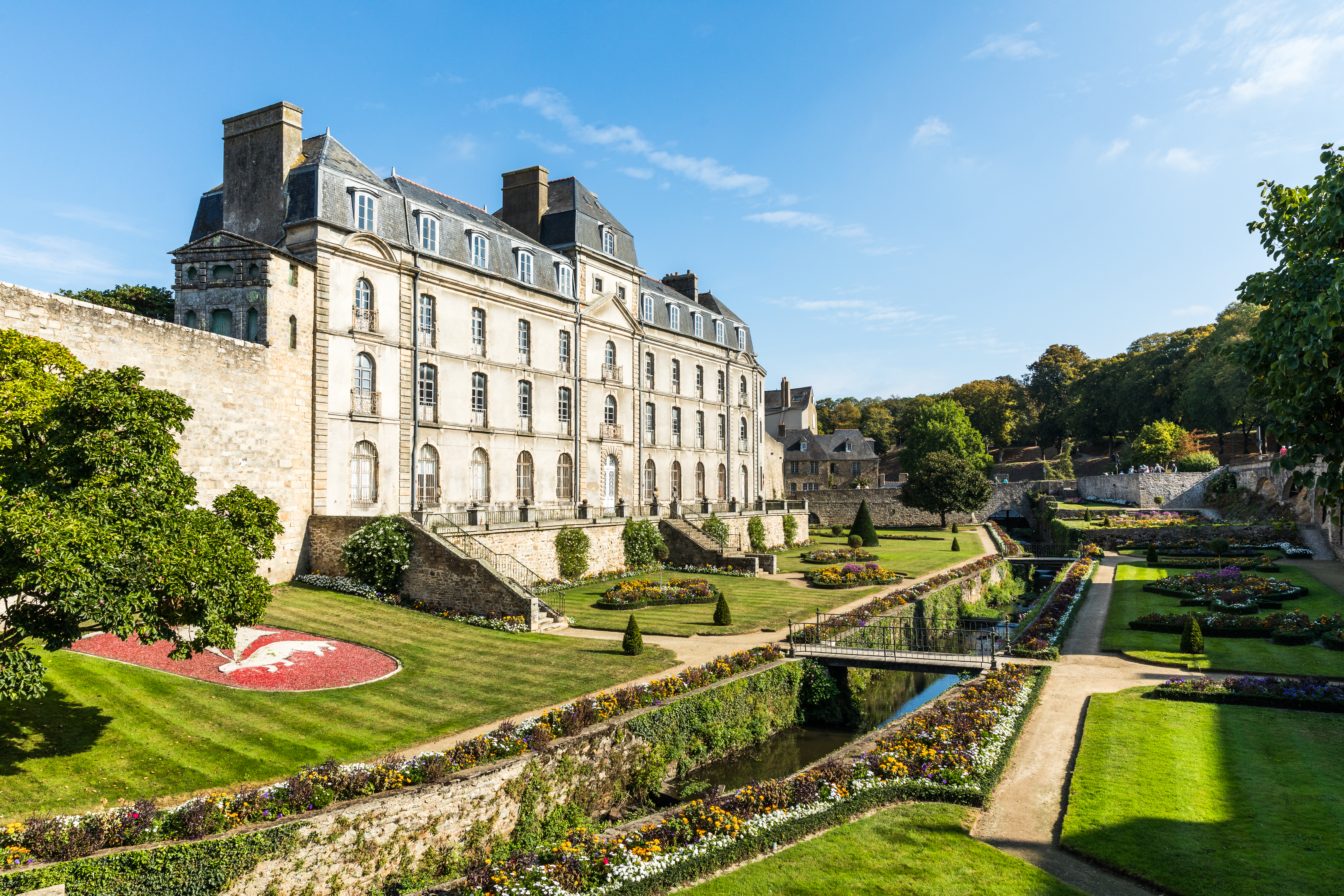
Castell de l'Hermine
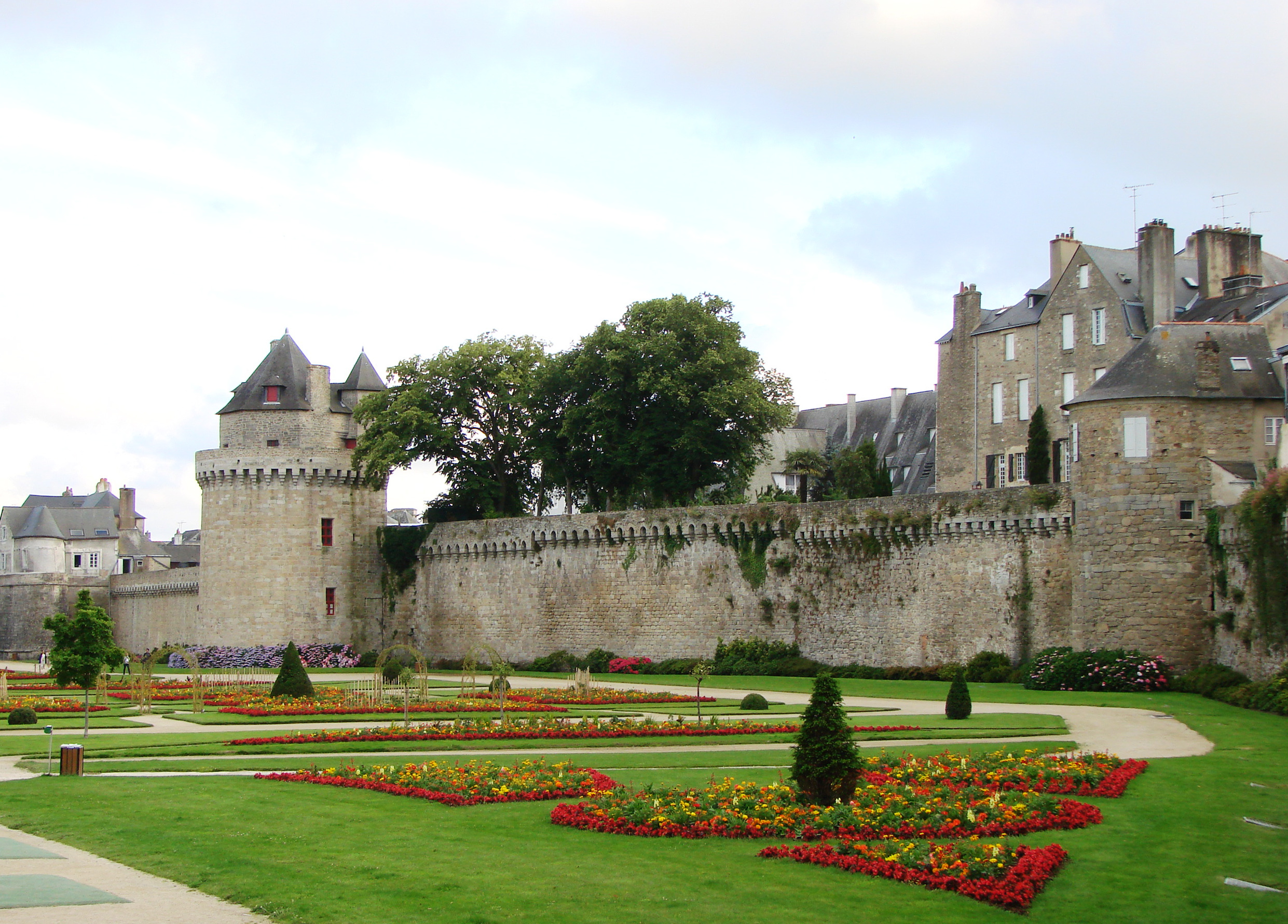
Castell de Gwened